# چارلی لمون
چارلی لمون (انگلیسی: Charlie Lemons; ۳ دسامبر ۱۸۸۷ – ۱۹۵۲ (۶۴−۶۵ سال)) بازیکن فوتبال اهل بریتانیا بود.
از باشگاه‌هایی که در آن بازی کرده‌است می‌توان به باشگاه فوتبال گینزبورو ترینیتی، باشگاه فوتبال اسکانتورپ یونایتد، باشگاه فوتبال لینکولن سیتی، و باشگاه فوتبال یورک سیتی اشاره کرد.